# Mulla Sadra
Ṣadr ad-Dīn Muḥammad Shīrāzī también llamado Mula Sadrā (en persa: ملا صدرا; o Mola Sadra, Mollasadra o Sadrol Mote'allehin, en persa: صدرالمتالهین;) (c. 1571–1636) fue un filósofo y teólogo persa, líder del renacimiento de la cultura iraní en el siglo XVII. 
El principal representante de los Iluminacionistas o la Escuela Ishraghi de filósofos-místicos es reconocido por los iraníes como el filósofo más importante que su país ha producido. Su escuela de filosofía es llamada Teosofía Trascendente o al-hikmah al-muta’liyah.
La filosofía y ontología de Mulla Sadra se considera tan importante para la filosofía islámica como la de Martin Heidegger para la filosofía occidental en el siglo XX. Trajo un nuevo enfoque filosófico a propósito de la naturaleza de la realidad y creó una importante transición del esencialismo al existencialismo en la filosofía islámica varios siglos antes de que esto ocurriera en la filosofía occidental. Tanto es así que Henry Corbin lo considera el primer existencialista de la historia.
La filosofía de Mulla Sadra sintetizaba ambiciosamente el avicenismo, la filosofía iluminacionista de Shahab al-Din Suhrawardi, la metafísica sufí de Ibn Arabi, y el Kalam (teología islámica) de la escuela sunita Ashariyyah en el marco del chiismo duodecimano.

## Biografía
Nació en Shiraz, Irán, hijo de una notable familia Shirazi, Mulla Sadra se mudó primero a Qazvin en 1591 y después a Isfahán en 1597 persiguiendo su investigación en filosofía, teología, Hadish, y hermenéutica. Estas ciudades fueron sucesivamente capitales del imperio safávida y en centro de los seminarios Shia de su tiempo.
Mulla Sadra, aprendió los conocimientos de la escuela elemental por su padre. Después de fallecido de su padre, fue a Isfahán, que por aquellos entonces era la capital safávida. Aprendió ciencias racionales de Sayed Muhammad Baqir Mirdadmad y las ciencias islámicas de Sheij Bahodin Amoli.
Después de vivir en Isfahán, regresó a Shiraz donde vivió como profesor en la escuela Khan. Algunos de los sabios le molestaban por su pensamiento filosófico, así que se fue a un pueblo (Kahak) en la provincia de Qom. Después de este periodo, fundó su escuela filosófica y se dedicó a la filosofía hasta el final de su vida. 
En Shiraz, Mulla Sadra también se dedicó a la enseñanza de la filosofía, hermenéutica, y hadiz, lo que fue evidente si leemos su libro “Se Asl” (Los Tres Principios), que fue escrito durante esta estancia en Shiraz..Según unos documentos él quedaba en Qom, los últimos años de su vida.

### Periodos vitales
La vida científica de Mulla Sadra  se divide en tres periodos:
- Primer periodo: como estudiante, en este periodo él conocía las opiniones de los filósofos. Y discutía con los filósofos.
- Segundo periodo: en este periodo eligió el aislamiento y evitó de la gente, y durante un periodo de 15 años vivió en las montañas de alrededor de Qom. Mulla Sadra en su libro Asfar dice: porque la gente me molestaba y no encontraba a ninguno de los sabios con un conocimiento profundo, fui a la montaña. En este periodo no enseñó ni escribió nada, dedicándose únicamente a la adoración y el ascetismo.
- Tercer periodo: de escritura de libros donde Mulla Sadra dice: ahora es periodo de escribir libro y es por dispensa y gracia de Dios que ahora escribo. Asfar Arbaa es el primer libro que escribió después del segundo periodo y su aislamiento. Y se dice que quizás él escribiera este libro en el tiempo que vivía en las montañas.[3]

## Profesores
Sus maestros, renombrados, fueron Mirdamad y Shaikh Bahaie. Mulla Sudra completó su educación en Isfahán, que era el centro cultural e intelectual en ese tiempo. Fue entrenado bajo la supervisión de Mirdamad.
Sheij Bahadin parece haber desempeñado el papel más significativo en el desarrollo personal de Mulla Sadra, ejerciendo la mayor influencia en su formación moral, espiritual e intelectual.
Muhammad Baqir Husayni, conocido por Mirdamad, era uno de los más importantes eruditos de su etapa y un gran profesor de las escuelas peripatética e iluminativa de la filosofía, de gnosis, jurisprudencia y ley islámica. Él tenía un rol importante en la vida de Mulla Sadra y el sistema filosófico de mulla Sadra es por las enseñanzas de él. 
También Mirfendereski fue citado como uno de los profesores de Mulla Sadra.

## Familia
Mulla Sadra se casó con la hija de Mirza Ziaodin Muhammad ibn Mahmud al-Razi, famoso a Zia al-Orafa.
Cada de los hijos de Mulla Sadra, eran de los científico del mundo islámico.
1. La primera hija se llamó Kolsum, al 1019 H nació, ella aprendió las conocimientos islámicos y filósofos de su padre y al 1034 H se casó con Mulla, Abdorrazaq Lahiyi. Y también ella aprendió la mayoría de las ciencias islámicas de su marido, y compartía en los reuniones de los sabios y hacia debate con los sabios.
2. Muhammad Ibrahim, Abu Ali, era un sabio en un nivel alto, al 1021 nació y aprendió las ciencias islámicas y filósofo de su padre. El libro Orawato Wosqa es uno de sus libros sobre Ayatol Korsi (una aleya del Corán, 255 de Baqara). Pero algunos de los traductores ha n dicho que él en los últimos de su vida, criticaba de filosofía.
3. Zobeydeh Jatun, nació en el año 1024, el tercero hijo de Mulla Sadra, era una mujer sabia y memorizado del Corán. Ella se casó con Mirza Moinodin Fasai. Y mirza kamlodin Fasai es su hijo.
4. Zaynab, ella también aprendió filósofo, Kalam, gnosis. Ella se casó con Feiz Kashani.
5. Nezamodin Ahmad, era un filósofo y poeta famoso, él nació en el año 1031 Hegira en la ciudad Kashan.
6. la última hija era Masumah Jatun, la esposa de Allama Mirza Qawamodin Neirizi, de los más famosos de alumnos de Mulla Sadra. Ella nación en 1033 Hégira y falleció en 1093. Ella también como sus hermanas era una sabia famosa.[4]